# Вамбери, Арминий
Арминий Вамбери или Герман Бамбергер (венг. Vámbéry Ármin, нем. Hermann Bamberger; 19 марта 1832, Нидермаркт (Дунасердахей, в Пресбургском комитате; по другим данным, Сентдьёрдь) — 15 сентября 1913, Будапешт) — венгерский востоковед, тюрколог, путешественник, полиглот.

## Биография
Арминий Вамбери происходил из бедной еврейской семьи. С пятилетнего возраста помогал своей матери (отец умер ещё до его рождения) сортировать пиявок, которых она продавала аптекарям; блестящие способности побудили мать отдать его в еврейскую школу, чтобы сделать из него «доктора». Однако к 8 годам Вамбери оставил школу и поступил в услужение к дамскому портному. Шитье шло плохо, так как Арминий мечтал ο поступлении в училище и тайком изучал немецкий, венгерский и словацкий языки; вскоре ему удалось поступить на работу к одному кабатчику в деревне Ныск: он должен был давать уроки еврейского и венгерского языков сыну кабатчика, a в свободные часы помогать хозяину в торговле. Страсть к знаниям побудила Вамбери отправиться в Санкт-Георген близ нынешней Братиславы, и после ряда мытарств он поступил в Монастырскую коллегию: здесь ему приходилось переносить, помимо холода и голода, насмешки и издевательства со стороны товарищей и даже учителей; средства к жизни Вамбери добывал тем, что чистил сапоги монастырским наставникам. Учился в Братиславе, Вене, Кечкемете, Будапеште.
Увлечённый культурой и литературой Османской империи, в 20 лет Вамбери совместно с Йожефом фон Этвёшем совершил путешествие в Стамбул, где зарабатывал на жизнь преподаванием европейских языков. В скором времени он устроился на работу в доме Хуссейн Даим-паши, благодаря которому познакомился с министром иностранных дел Османской империи Мехмедом Фуад-пашой, у которого получил место секретаря. К этому времени, благодаря переводам трудов османских историков, Вамбери также получил степень члена-корреспондента Венгерской академии наук.

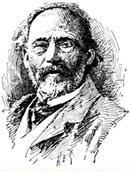
Арминий Вамбери

В 1858 году он опубликовал Турецко-немецкий словарь, а позже написал ещё несколько работ по лингвистике.
В 1861 году Вамбери вернулся в город Будапешт и, получив несколько тысяч гульденов от академии, в этом же году, переодевшись в дервиша (нищенствующего проповедника), под именем Решид Эфенди совершил путешествие в страны Средней Азии. Его путь лежал через Трабзон в Тегеран. Там он присоединился к возвращающимся из Мекки паломникам и несколько месяцев вместе с ними провел в Центральном Иране, посетив Тебриз, Зенджан и Казвин. Далее через Исфахан и Шираз в июне 1863 года он прибыл в Хивинское ханство, а затем в Бухарский эмират. При дворе Самаркандского правителя он вызвал подозрение, однако после получасовой беседы с правителем получил одобрение и подарки. Русский генерал и востоковед Михаил Африканович Терентьев ставил под сомнение посещение Вамбери Средней Азии. «Мне, лично, удалось проверить в Самарканде две вещи, уличающие Вамбери в том, что он их не видел и, следовательно, в Самарканде не был», писал Терентьев в книге «Россия и Англия в Средней Азии».

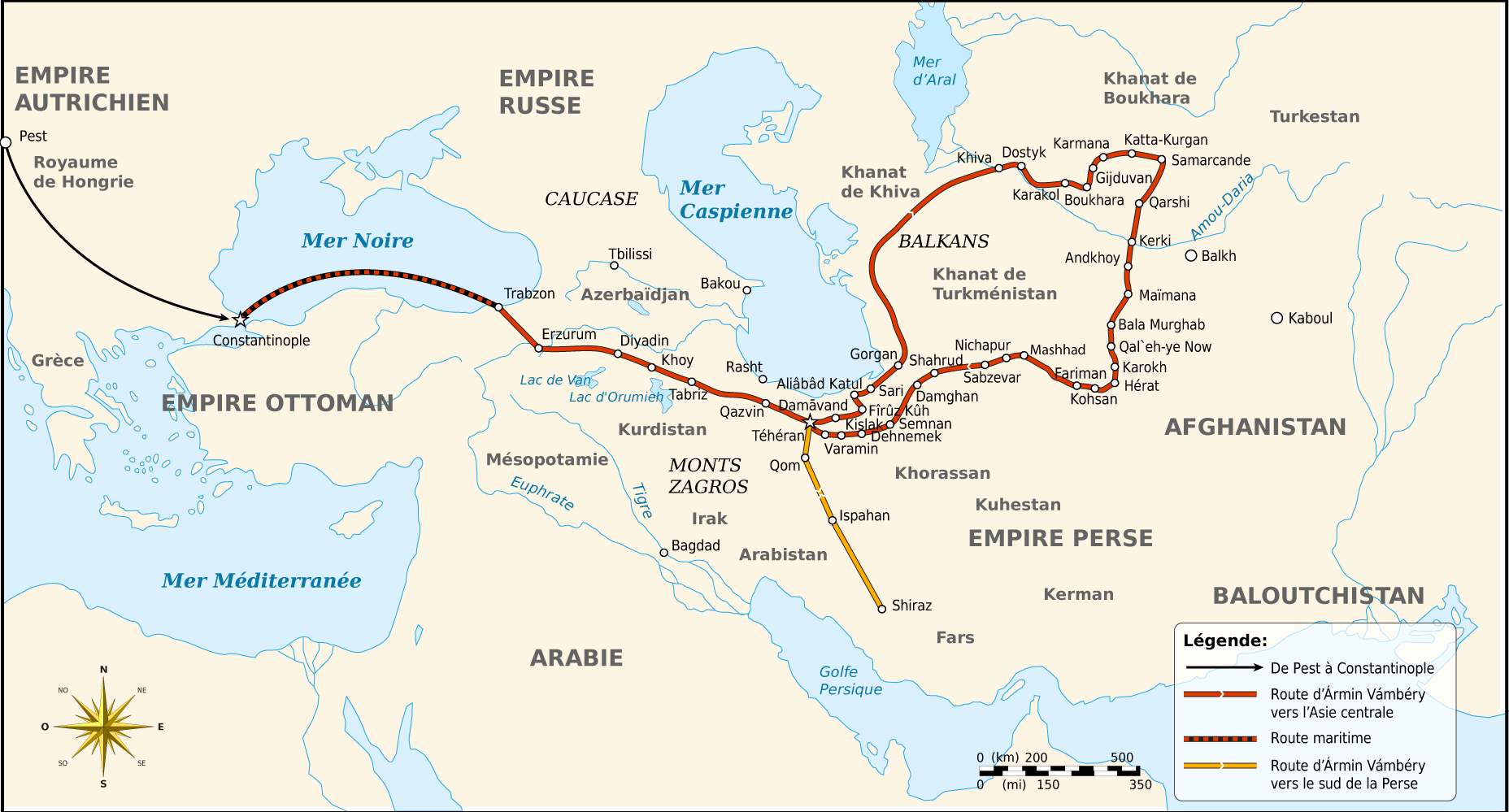
Маршрут путешествия Армения Вамбери в Центральную Азию

Обратный путь Вамбери лежал через Герат и Тегеран, где он оставил группу дервишей и присоединился к каравану, идущему в Стамбул. В город он прибыл в марте 1864 года.
Путешествие, совершенное Вамбери, было одним из первых европейских вояжей такого рода. В 1864 году вышла его книга о пережитых приключениях.
С 1865 по 1905 год он преподавал восточные языки в Будапештском университете.
Вамбери писал на немецком, венгерском, английском языках, оставил автобиографию, написанную по-английски. Его сочинения переведены на многие языки, включая фарси.

### Семья
- Сын Арминия Вамбери Рустем Вамбери (1872—1948) был известным венгерским юристом, судьёй, позднее послом в США.

## Взгляды

### Лингвистические
Вамбери был сторонником гипотезы о тюркском происхождении венгерского языка, и одной из целей его путешествия на Восток было накопить материал в поддержку своей гипотезы.

### Политические и религиозные

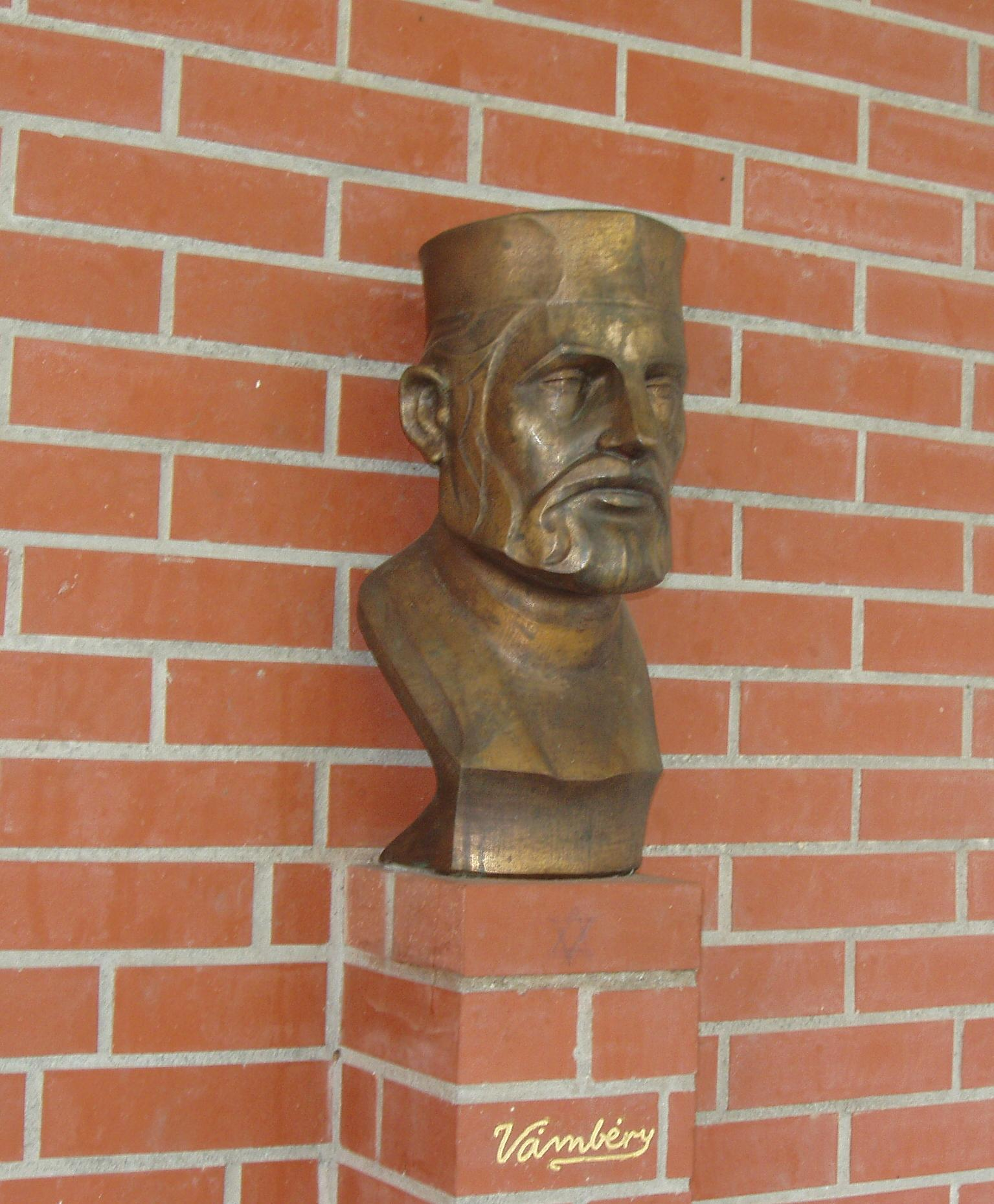
Бюст Вамбери, установленный в городе Дунайска Стреда, Словакия

Наладив тесные связи с политической верхушкой Османской империи, Вамбери попытался извлечь выгоду из своего положения. Он 4 раза менял веру, переходя из иудаизма в ислам.
В 1900—1901 годах Вамбери попытался организовать встречу Теодора Герцля и султана Абдул-Хамида II.
В 2005 году Британский национальный архив рассекретил документы, согласно которым Вамбери был секретным британским агентом.
Так же особо отмечал роль татар в деле распространения просвещения.
Он пишет про татар, что «они являются российскими гражданами, исповедующими ислам. Известны и знамениты под общем названием «татары». В этническом аспекте они делятся на такие группы, как поволжские татары, башкиры, киргизы, сарты, кавказские и крымские татары».

## Образ в культуре
- Религиовед Джон Гордон Мелтон отмечает, что Вамбери был хорошо знаком с Брэмом Стокером, консультировал его по истории и этнографии Трансильвании, и вероятно стал прообразом профессора Абрахама Ван Хельсинга в его знаменитом романе «Дракула» (1897)[10].
- На основе биографии Вамбери Николай Тихонов написал повесть «Вамбери» в духе неоромантизма.
- Персонаж Вамбери присутствует в турецком сериале «Абдул — Хамид. Право на престол», его сыграл актёр Гювен Кирак.
- Причину упадка ряда народов Российской Империи Д.Н.Мамин-Сибиряк в рассказе «Орда» (1888) выводит цитируя Вамбери: «Тюрки до поры до времени сыграли свою историческую роль. Страшная  драма в истории человечества близится к концу... Причина вся в несчастном совпадении двух обстоятельств: прежде всего, удобной для культуры почвой овладели арийцы и семиты; во-вторых, такова была судьба несчастная тюрков, что они в пору наибольшего проявления своих жизненных сил вступили в сношение с мусульманской культурой. Благодаря религии ислама, окрепли в столь многие  опасные стороны азиатского мировоззрения, и утратили они много светлых сторон примитивного быта.»

## Труды
- История Бохары или Трансоксании с древнейших времён до настоящего. Т. I—II. / Пер. А. И. Павловского. — СПб.: Я. А. Исаков, 1873.
- Путешествие по Средней Азии. / Пер. с англ. — СПб.: Тип. Ю. А. Бокрама, 1865.
  - Путешествие по Средней Азии. / Пер. с нем. З. Д. Голубевой. — М.: Восточная литература РАН, 2003. — (Рассказы о странах Востока / Институт востоковедения РАН) — ISBN 5-02-017570-6